# Трани
Тра́ни (итал. Trani) — город в итальянском регионе Апулия, одна из столиц провинции Барлетта-Андрия-Трани. Юрисдикция Трани распространяется на 11 муниципалитетов. Известен как город искусства и архитектурных сокровищ.
Покровитель города — святой Николай Пилигрим (ит.). Праздник города — 2 июня. Каждый год 3 мая происходит морское шествие со святым Распятием, над которым, по преданию, надругались разбойники в 1480 году.

## История
Происхождение города теряется в глубине веков. На основании археологических находок, город, возможно, имеет доисторическое происхождение, хотя более конкретные данные восходят только к времени Древнего Рима, когда Трани упоминается на Пейтингеровой скрижали под названием Туренум (лат. Turenum). Более конкретные свидетельства о городе появляются в IX веке нашей эры. После падения Римской империи в Апулии начался византийский период, прерываемый господством лангобардов и постоянной сарацинской угрозой со стороны моря.
Сначала город был передан Каносской епархии, после разрушения сарацинами в 813 году. Даже в период Византийской империи город пользовался определённой степенью самостоятельности как место встречи востока и запада. Большое значение имел порт, особенно как пункт отправки и возвращения в различные крестовые походы. Именно в этот период, соответствующий первому крестовому походу, в 1099 году, в городе начались работы по строительству храма в честь святого покровителя Сан-Никола Пеллегрино. Считается, что сначала был построен храм, затем появилась площадь перед ним и лишь впоследствии был построен замок Трани.
В 1063 году по заказу Пьетро ди Трани, графа города в то время, был составлен «Ордер моряков» (лат. Ordinamenta Maris), которые до сих пор считается одним из старейших морских уставов.
Значение Трани в Средние века подтверждается присутствием с XII века венецианского консула, а также консулов Англии, Голландии и других северных стран, размещавшихся в сохранившемся до наших дней здании перед кафедральным собором. По свидетельству флорентийских купцов, Трани в те годы был самым преуспевающим портом на Адриатическом море после Венеции.
Трани принадлежал Византийской империи вплоть до XII века, затем норманскому королевству, которое, в свою очередь, принадлежало в разное время династии Гогенштауфенов (Священная Римская империя), королям Испании, Анжуйской династии и в 1861 году вместе с Королевством Обеих Сицилий вошло в состав объединённой Италии.

## Достопримечательности
В городе имеется замок, построенный в 1233 году по приказу Фридриха II, императора Священной Римской империи.